# Lord Carlyle of Torthorwald
Lord Carlyle of Torthorwald war ein erblicher britischer Adelstitel in der Peerage of Scotland.
Familiensitz der Lords war Torthorwald Castle in Torthorwald in Dumfries and Galloway.

## Verleihung
Der Titel wurde um 1473 für den Chief Justice south of the Forth John Carlyle geschaffen.
Beim Tod seines Urenkels, des 4. Lords, im Juni 1575 fiel der Titel an dessen Enkelin Elizabeth Carlyle, die in erster Ehe Sir James Douglas of Parkhead heiratete. Deren Sohn, der 6. Lord, war verschuldet und verkaufte 1622 seine Besitzungen in Torthorwald an William Douglas, 1. Earl of Queensberry, und legte 1638 schließlich seinen Titel ab, der damit erlosch.

## Liste der Lords Carlyle of Torthorwald (1473)
- John Carlyle, 1. Lord Carlyle of Torthorwald († 1501)
- William Carlyle, 2. Lord Carlyle of Torthorwald († 1524)
- James Carlyle, 3. Lord Carlyle of Torthorwald († 1526)
- Michael Carlyle, 4. Lord Carlyle of Torthorwald († 1575)
- Elizabeth Douglas, 5. Lady Carlyle of Torthorwald († um 1605)
- James Douglas, 6. Lord Carlyle of Torthorwald († 1671) (Titel aufgegeben 1638)